# Ann Haven Morgan

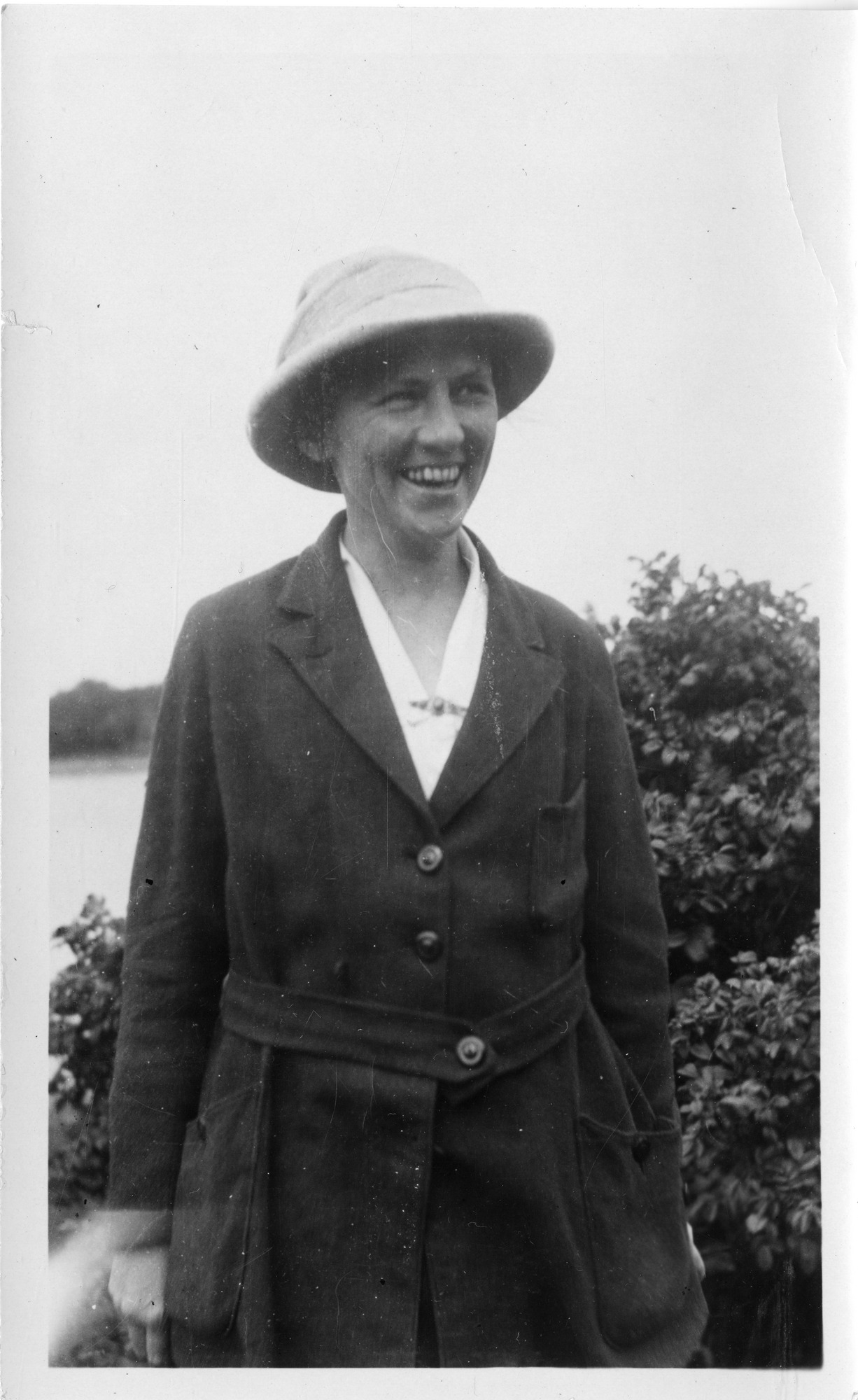
Ann Haven Morgan

Anne Haven Morgan (* 6. Mai 1882 in Waterford, Connecticut; † 5. Juni 1966 in South Hadley, Massachusetts) war eine amerikanische Zoologin, Ökologin und Hochschullehrerin. Sie war Professorin für Zoologie am Mount Holyoke College.

## Leben und Werk
Morgen war die Tochter von Stanley G. Morgan und Julia A. Douglass Morgan und wuchs auf einer Farm in Connecticut auf. Sie besuchte das Williams Memorial Institute in New London (Connecticut) und studierte ab 1902 Zoologie am Wellesley College. Sie wechselte 1904 an die Cornell University, wo sie 1906 einen Bachelor of Arts erhielt. Von 1906 bis 1909 arbeitete sie als Assistentin und Dozentin in der Zoologieabteilung des Mount Holyoke College. 1910 wurde sie Doktorandin von James George Needham an der Cornell University und promovierte 1912 über die Biologie der Eintagsfliegen.
Etwa zu dieser Zeit änderte sie ihren Vornamen von Anna in Ann. Sie kehrte an das Mount Holyoke College zurück, wo sie 1914 zunächst außerordentliche Professorin, dann 1918 ordentliche Professorin wurde. Sie war dort bis 1947 Professorin für Zoologie, von 1916 bis 1947 war sie Vorsitzende der Abteilung für Zoologie.

## Forschung
Morgan forschte und war Visiting Fellow an anderen Institutionen, darunter dem Marine Biological Laboratory in Woods Hole, der Harvard University, der Yale University und dem Tropical Laboratory in Kartabo, Britisch-Guayana. Von 1918 bis 1923 unterrichtete sie am Marine Biological Laboratory über Stachelhäuter. 1926 forschte sie im Tropenlabor in Kartabo in Britisch-Guayana, um die stumpfbeinige Eintagsfliege zu studieren. Sie untersuchte dort, warum Eintagsfliegen einige Merkmale des Jungtieralters beibehalten, wie zum Beispiel längere Vorderbeine, während andere Körperteile verschwinden. Morgan entdeckte, dass erwachsene männliche Eintagsfliegen ihre langen Vorderbeine behalten, weil sie damit das Weibchen der Art während der Paarung greifen. Da die anderen Körperteile für die Fortpflanzung nicht benötigt werden, sind sie durch Anpassung verschwunden. Diese Forschung wurde zur Grundlage für ihr Buch A Field Book of Ponds and Streams und enthielt ihre Originalillustrationen und Fotografien.
1944 begann sie eine neue Studie über die Ökosysteme der Seen des Staates Massachusetts. Sie studierte die Ökologie von Fischpopulationen, da sie davon ausging, dass die natürliche Proteinversorgung von Fischen für die Kriegsanstrengungen durchaus wichtig werden könnte. Sie war fest davon überzeugt, dass die Erhaltung der natürlichen Lebensräume und damit der Ressourcen für das Überleben der Menschheit von entscheidender Bedeutung sei. Während dieses Projekts erhielt Morgan auch den Spitznamen, die Big Fish Lady.
Ihre Lehr- und Forschungsinteressen konzentrierten sich auf die Wasserbiologie sowie die Gewohnheiten und Bedingungen überwinternder Tiere. Sie interessierte sich auch für ökologische und umweltbezogene Themen und war aktives Mitglied der National Commission on Policies in Conservation Education. 1949 arbeitete sie mit Encyclopedia Britannica an einem Lehrfilm mit dem Titel Tiere im Winter.
Viele Jahre lang lebte und reiste sie mit Amy Elizabeth Adams, eine Absolventin des Mount Holyoke College im Jahr 1914, die ebenfalls Mitglied der Zoologieabteilung der Hochschule war.
Morgan starb 1966 im Alter von vierundachtzig Jahren in South Hadley.
Sie war eine von drei Frauen unter den zweihundertfünfzig Personen, die 1933 in der fünften Ausgabe von American Men of Science aufgeführt sind.

## Mitgliedschaften
- American Association for the Advancement of Science,
- Entomological Society of Amerika
- American Society of Naturalists
- American Society of Zoologists
- American Association of Museums
- New York Herpetological Society
- Association of Social Hygiene
- Sigma Xi Society

## Veröffentlichungen (Auswahl)
- Field Book of Ponds and Streams: an Introduction to the Life of Fresh Water. 1930.
- Field Book of Animals in Winter. Annals of the Entomological Society of America, Volume 32, Issue 3, 1. September 1939, S. 542, https://doi.org/10.1093/aesa/32.3.542
- Kinships of Animals and Man: A Textbook of Animal Biology. 1955.